# Zine El Abidine Ben Ali
Zine El Abidine Ben Ali (tiếng Ả Rập: زين العابدين بن علي Zayn al-‘Ābidīn bin ‘Alī; 3 tháng 9 năm 1936 – 18 tháng 9 năm 2019) là Tổng thống thứ hai của Cộng hòa Tunisia, nhậm chức ngày 7 tháng 11 năm 1987 và buộc phải từ chức ngày 14 tháng 1 năm 2011. Ông từng là Thủ tướng từ tháng 10 năm 1987 đến khi làm Tổng thống chỉ 1 tháng sau đó. Ben Ali từng liên tục tái đắc cử với số phiếu rất cao trong các cuộc bầu cử sau đó, và lần gần đây nhất là vào ngày 25 tháng 10 năm 2009. Việc ông từ chức và chạy ra nước ngoài đánh dấu lần đầu tiên ở thế giới Ả Rập, những cuộc biểu tình đường phố đã lật đổ nhà lãnh đạo đất nước.